# 高原熊野神社
高原熊野神社（たかはらくまのじんじゃ）は和歌山県田辺市中辺路町高原にある神社。正式名称は「熊野神社」。高原王子とも呼ばれ、社格は旧村社。高原集落の熊野古道中辺路に面した場所に鎮座し、本殿は和歌山県指定有形文化財（建造物、昭和36年〈1961年〉4月18日指定）である。境内地の景観は名勝「南方曼荼羅の風景地」（2015年〈平成27年〉10月7日指定）の一部。

## 祭神
- 速玉大神

神体である懸仏の裏面に、若王子を熊野から勧請したとの銘がある。また、大山祇神、素盞男神、地主神、稲荷神、金刀比羅神を配祀している。

## 歴史
社伝によれば、応永9年（1402年）に熊野本宮大社から勧請したのに創まるというが、上述懸仏の裏面の銘は「応永十年癸未卯月廿七日」と創建を翌10年とするので、いずれにせよ応永年間（1394年 - 1428年）の創祀と推定される。当社は、文明5年（1474年）の『王子記』には「高原王子」と記されるが、平安時代から鎌倉時代にかけての記録に当社の存在は確認されず、九十九王子のうちには通常数えられない。『紀伊続風土記』は、当時「熊野権現社」と呼ばれて村の産土神であったこと、周囲116間の境内に本殿と拝殿があったことを伝えている。
鎮座地の高原（たかはら）は富田川左岸の尾根上に位置する集落で、史料上では平安時代の『中右記』天仁2年（1109年）10月23日条に初出し、『吉記』承安4年（1174年）9月30日には雨をさけて昼食をとったとあるが、宿所とはされず、『いほぬし』や『中右記』では高原をすぎた山中の水飲仮屋を宿所としていることから見て、集落の形成は南北朝時代と見られる。また、「熊野道之間愚記」（『明月記』所収）建仁元年（1201年）には、高原での情景を詠んだ歌が記録されている。
足利義満側室の北野殿一行の『熊野詣日記』応永34年（1427年）には往復とも当地に宿をとったとあるように、室町時代以降、近世までに熊野への参詣道が潮見峠越えに移行してからも高原は街道筋から離れることがなかった。明治元年（1868年）に「熊野神社」を正式社名とし、同6年4月に村社列格、40年（1907年）4月には神饌幣帛料供進社に指定された。なお、当神社とともに高原から富田川河畔に下ったところにある芝集落も街道宿として知られ、大正時代までは旅籠や駕籠屋もあったが、富田川沿いに自動車動が通じるとさびれた。今日では集落の手により熊野古道を探訪する人のための休憩所が設けられている。

## 社殿
春日造檜皮葺の本殿は天文元年（1532年）の造替にかかるもので、中辺路沿いでは最古の建築物と見られ、後世に修復がなされているが、軸部と内陣の宮殿（厨子）は室町時代前期の様式をとどめている。和歌山県指定有形文化財（建造物、昭和36年〈1961年〉4月18日指定）。

## 境内社
- 大山神社

## 注
1. 1 2  “県指定文化財・有形文化財・建造物”.   和歌山県教育委員会. 2021年2月24日閲覧。
2. ↑  “田辺市の指定文化財　－記念物－”.   田辺市教育委員会. 2021年2月21日閲覧。
3. ↑  和歌山県神社庁 [1995]。なお『紀伊続風土記』がこの社伝を伝える。
4. ↑  長谷川[2007: 128]
5. ↑  熊野路編さん委員会[1973: 86]
6. 1 2  平凡社[1997: 260]
7. 1 2 3  「角川日本地名大辞典」編纂委員会[1985: 639]
8. ↑  小山[2000: 147]
9. ↑  小山[2000: 163]
10. ↑  宇江[2004: 138-139]
11. ↑  「角川日本地名大辞典」編纂委員会[1985: 640]
12. ↑  宇江[2004: 138-139]、“高原熊野神社と霧の里”.   なかへち観光協会. 2009年5月16日閲覧。
13. ↑  宇江[2004: 147]、熊野路編さん委員会[1973: 86]